# Volllastbeharrungsleistung
Im Maschinenbau bezeichnet die Volllastbeharrungsleistung die Leistung, die notwendig ist, um eine konstante Geschwindigkeit unter Volllast zu erhalten. Sie spielt eine wichtige Rolle bei der Auslegung von Antrieben bzw. der Bestimmung der Antriebsleistung. Allgemein setzt sie sich aus dem Produkt aller auftretenden Widerstände bei der Bewegung und der Geschwindigkeit zusammen.
Bei der Auslegung von Hubwerken ist sie demnach entweder gleich dem Produkt aus Volllastbeharrungsmoment an der Motorwelle und der Winkelgeschwindigkeit des Motors, oder gleich der erforderlichen Hubkraft multipliziert mit der Hubgeschwindigkeit:
{\displaystyle P_{\mathrm {V} }=M_{\mathrm {V} }\cdot \omega _{\mathrm {M} }=F_{\mathrm {G} }\cdot v_{\mathrm {H} }}
Bei der Fahrwerksauslegung hingegen entspricht sie dem Produkt aus Geschwindigkeit und Fahrwiderstand, d. h. Rollwiderstand, Steigungswiderstand und Luftwiderstand:
{\displaystyle P_{\mathrm {V} }=\left(F_{\mathrm {R} }+F_{\mathrm {St} }+F_{\mathrm {L} }\right)\cdot v}
Gegebenenfalls geht zusätzlich der Wirkungsgrad in die Berechnung ein.